# Challenger de Barletta 2024
El torneo Open Città della Disfida 2024, denominado por razones de patrocinio Copa Banco Guayaquil fue un torneo de tenis perteneció al ATP Challenger Tour 2024 en la categoría Challenger 75. Se trató de la 24ª edición; el tuvo tendrá lugar en la ciudad de Barletta (Italia), desde el 1 hasta el 7 de abril de 2024 sobre pista de tierra batida al aire libre.

## Jugadores participantes del cuadro de individuales
| Favorito | País                            | Jugador              | Rank1 | Posición en el torneo |
| -------- | ------------------------------- | -------------------- | ----- | --------------------- |
| 1        | Bandera de Francia              | Harold Mayot         | 141   | FINAL                 |
| 2        | Bandera de Bosnia y Herzegovina | Damir Džumhur        | 159   | CAMPEÓN               |
| 3        | Bandera de Austria              | Filip Misolic        | 166   | Segunda ronda         |
| 4        | Bandera de Francia              | Benjamin Bonzi       | 168   | Segunda ronda         |
| 5        | Bandera de Italia               | Stefano Travaglia    | 190   | Primera ronda         |
| 6        | Bandera de Italia               | Franco Agamenone     | 195   | Segunda ronda         |
| 7        | Bandera de Bosnia y Herzegovina | Nerman Fatić         | 200   | Primera ronda         |
| 8        | Bandera de Italia               | Francesco Maestrelli | 226   | Cuartos de final      |

- 1 Se ha tomado en cuenta el ranking del 18 de marzo de 2024.

### Otros participantes
Los siguientes jugadores recibieron una invitación (wild card), por lo tanto ingresan directamente al cuadro principal (WC):
- Jacopo Berrettini
- Marcello Serafini
- Nikoloz Basilashvili

Los siguientes jugadores ingresan al cuadro principal tras disputar el cuadro clasificatorio (Q):
- Matthew Dellavedova
- Carlos Gimeno Valero
- Andrea Guerrieri
- Kirill Kivattsev
- Andrea Picchione
- Santiago Rodríguez Taverna

## Campeones

### Individual Masculino
- Damir Džumhur derrotó en la final a  Harold Mayot por 6–1, 6–3

### Dobles Masculino
- Zdeněk Kolář /  Chun-hsin Tseng derrotaron en la final a  Théo Arribagé /  Benjamin Bonzi por 1–6, 6–3, [10–7]